# Kula plazmowa

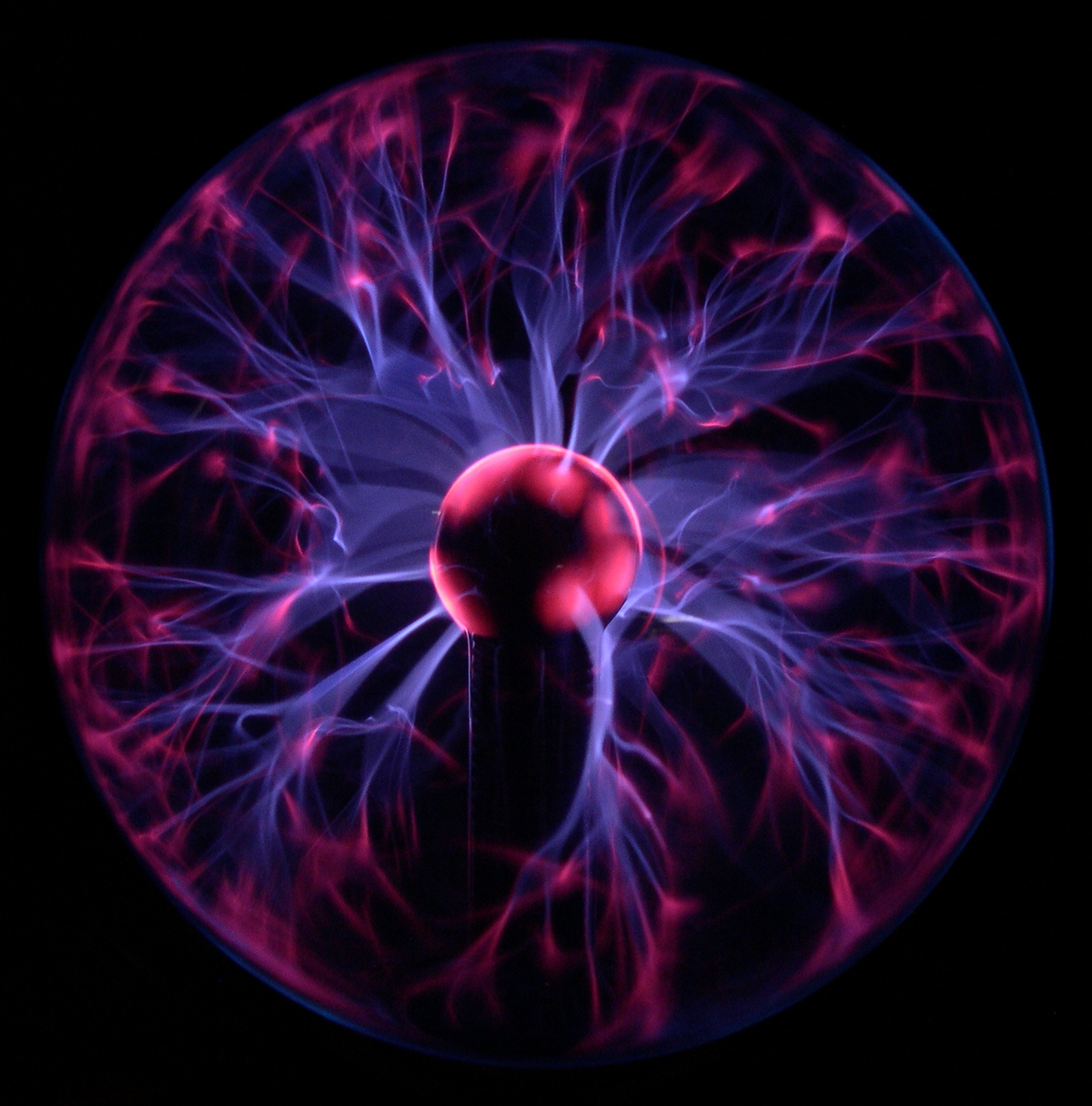
Kula plazmowa

Kula plazmowa – urządzenie z charakterystyczną szklaną kulą wypełnioną neonem, ksenonem bądź odpowiednią mieszanką gazów szlachetnych, wewnątrz której wiją się wstęgi wyładowań elektrycznych pierścieniowych. Urządzenie to nie ma żadnego praktycznego zastosowania. Służy ono do celów edukacyjnych, jako widowiskowy sposób prezentacji tworzenia się wyładowań elektrycznych oraz pełni rolę atrakcyjnej ozdoby wnętrz. Kulę plazmową wynalazł Nikola Tesla.

## Działanie
Kula plazmowa (zwana niekiedy lampą plazmową) jest zasilana napięciem przemiennym rzędu 2-5 kV i dużej częstotliwości (rzędu 30–100 kHz).
„Wstążki” zawsze powstają parami i skręcają się podobnie jak prądy Birkelanda. Do lampy plazmowej nie powinny zbliżać się osoby z wszczepionym rozrusznikiem serca, gdyż silne pole elektryczne zakłóca jego pracę.
Kula plazmowa składa się ze sferycznej szklanej bańki wypełnionej rozrzedzonym gazem (od 1 do 10 mm Hg) oraz centralnej elektrody. Cokół lampy w miejscu, gdzie osadzona jest kula zawiera elektryczny obwód oscylacyjny, który zasila wewnętrzną elektrodę wysokim napięciem ok. 10 kV ze zmienną polaryzacją o częstotliwości ok. 35 kHz. Pole elektryczne rozchodzi się radialnie, a włókienka plazmy mniej więcej za nim podążają.
Po podłączeniu urządzenia do sieci elektrycznej, ze środka kuli wyłania się wiele „świecących włókienek”. Dzięki kuli plazmowej możemy zaobserwować cały szereg interesujących zjawisk, np.:
- powolne unoszenie się włókienek,

- zbliżenie do kuli palca powoduje że, włókienka zagęszczają się w jego kierunku i przemieszczają się w ślad za jego poruszeniami,

- zbliżając do kuli świetlówkę można zaobserwować jej świecenie.

Nazwa kula plazmowa bierze się stąd, iż w bańce powstaje plazma. Plazma to silnie zjonizowany gaz; jony, które w normalnych warunkach obecne są we wszystkich gazach za sprawą zjawisk naturalnej promieniotwórczości, we wnętrzu sferycznej bańki wprawiane są w przepływ przez pole elektryczne. Jeśli średnia odległość (średnia droga swobodna) pomiędzy cząsteczkami nie jest zbyt mała, cząsteczki zyskują wystarczającą ilość energii, aby zjonizować i wzbudzić inne poprzez zderzenia. Wzbudzone molekuły tracą energię wypromieniowując ją w formie fal elektromagnetycznych, również w ich widzialnym zakresie.
Włókienka zdążają ku górze, ponieważ ich temperatura jest dość wysoka, a ich gęstość mniejsza niż pozostałego gazu wewnątrz kuli. Włókienka zagęszczają się w kierunku palca, ponieważ posiada on potencjał ziemi równy 0 V: różnica potencjałów pomiędzy centralną elektrodą i palcem jest dużo większa niż między centralną elektrodą a jakimkolwiek punktem w kuli. Zagęszczenie włókienek ma miejsce w punkcie przyłożenia palca, gdyż pole elektryczne ma tam większe natężenie, co w konsekwencji daje większą liczbę aktów jonizacji. Wokół kuli wytwarzane jest zmienne pole elektromagnetyczne, które powoduje wzbudzenie cząsteczek gazu w świetlówce i jej świecenie.
W „normalnej” lampie neonowej ciśnienie gazu jest niskie, tak więc plazma zajmuje cały przekrój rury. Ciśnienie w kuli plazmowej jest nieco wyższe (dziesiąta część ciśnienia atmosferycznego), a pole elektryczne nie ma dostatecznej mocy (gęstości na jednostkę objętości), aby wytworzyć plazmę w całym przekroju. Plazma tworzy więc pasemka, podobnie jak wyładowanie atmosferyczne.
Kulę plazmową można wykonać z żarówki, przykładając do niej wysokie napięcie prądu zmiennego o dużej częstotliwości. Sprzyja temu niskie ciśnienie panujące wewnątrz bańki żarówki.

## Efekty wywoływane przez kulę plazmową
- Świecenie lamp gazowanych oraz fluorescencyjnych w pobliżu kuli spowodowane dużym gradientem pola elektrycznego o dużej częstotliwości.
- Emisja fal elektromagnetycznych wokół urządzenia zakłóca pracę wielu urządzeń elektronicznych – w aparatach cyfrowych wyraźny kolorowy szum fotograficzny, we wzmacniaczach audio szum dźwiękowy. W urządzeniach radiowych mogą wystąpić problemy z łącznością. Może spowodować spadek stabilności komputera w pobliżu, jeśli ten ma otwartą obudowę.
- Świecenie tuszu czułego na emitowany przez kulę ultrafiolet.
- Przyciąganie elektrostatyczne lekkich przedmiotów o dużej powierzchni (papieru, folii aluminiowej).
- Po położeniu na lampę dowolnego przewodnika i przysunięciu do niego innego przewodnika tworzy się między nimi łuk elektryczny.
- Emisja ozonu poprzez jonizację powietrza wokół kuli; jego zapach jest lekko wyczuwalny w pobliżu.

## Galeria zdjęć

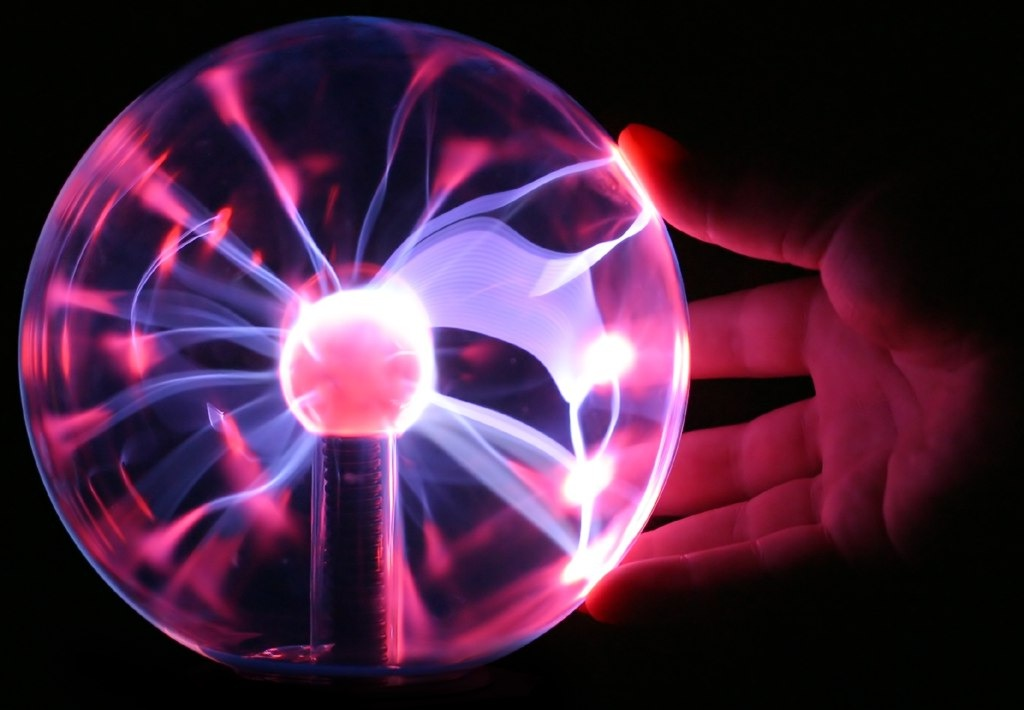
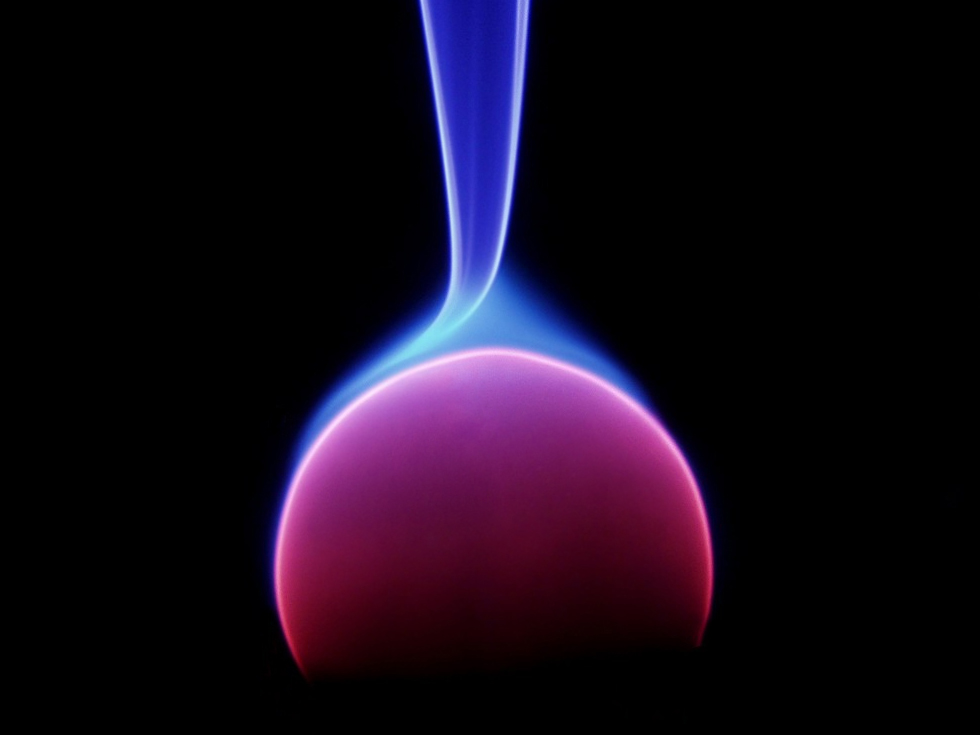
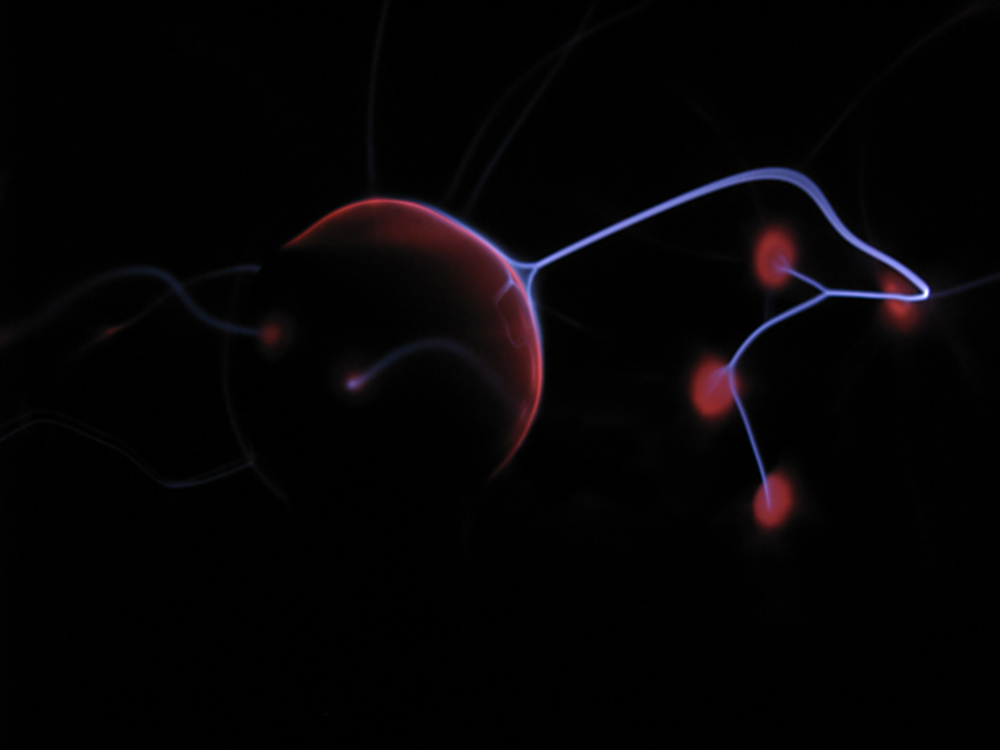
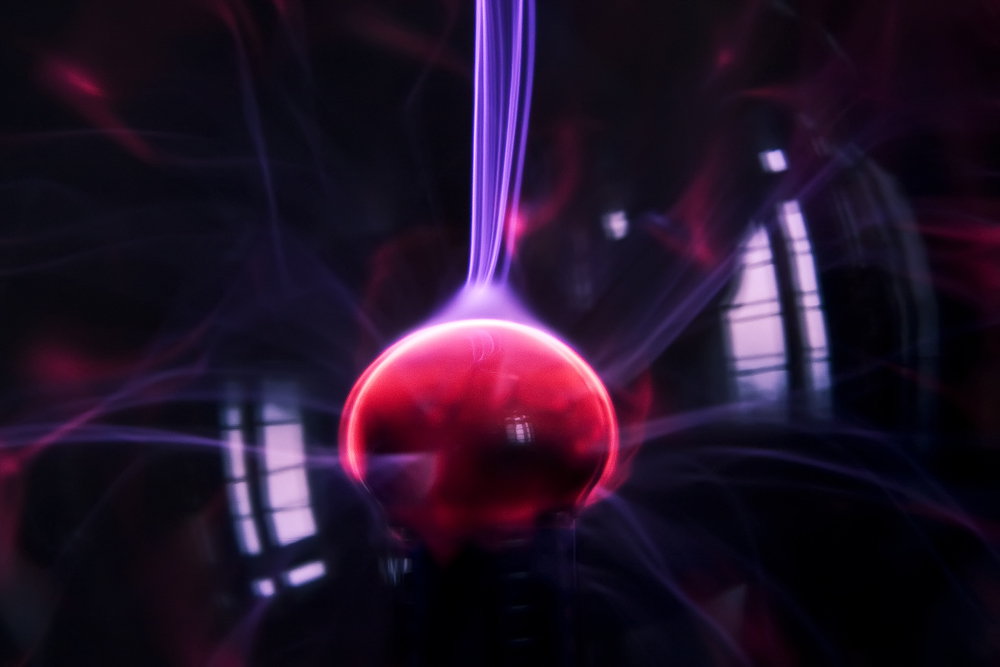
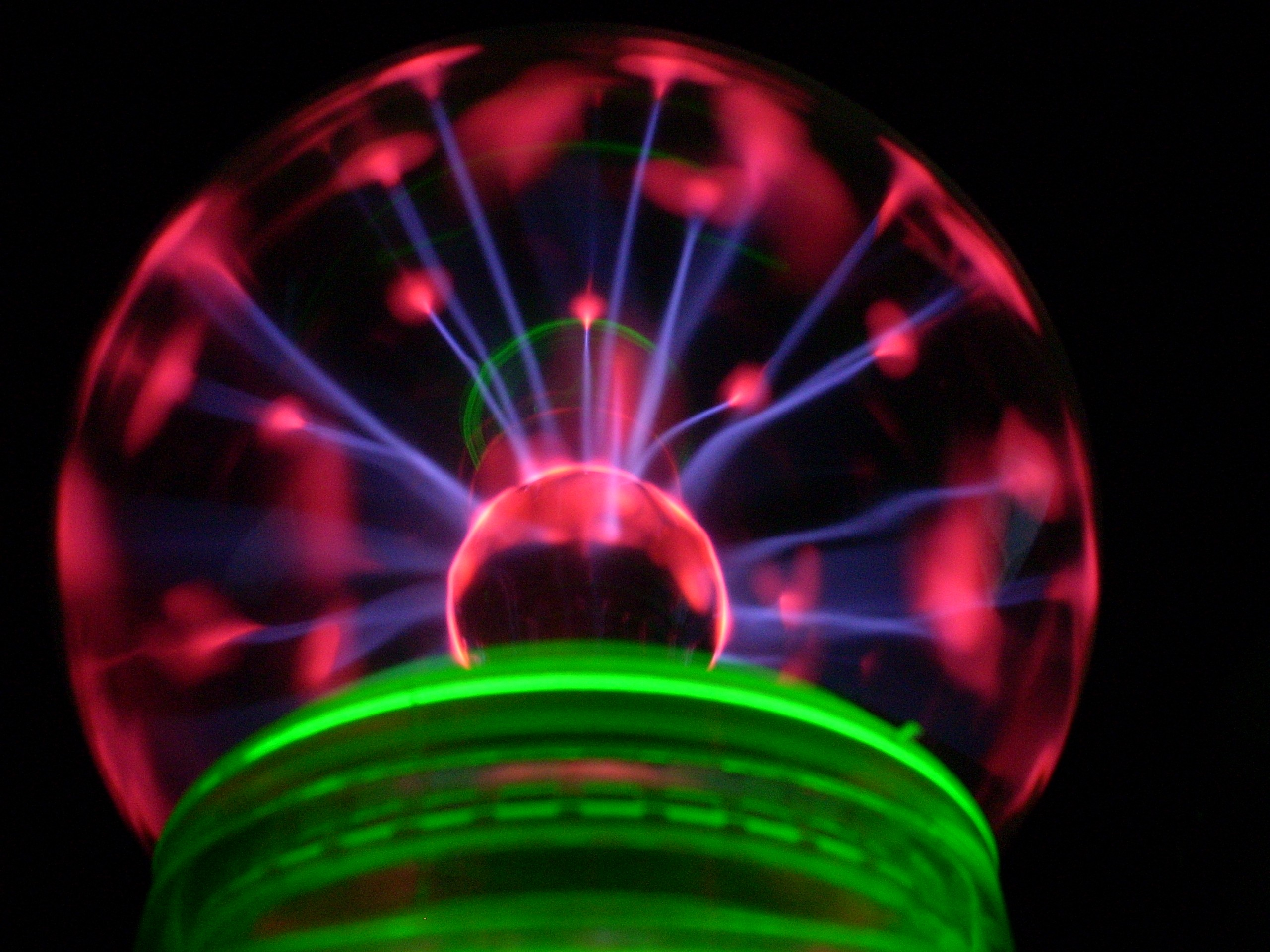